# Peachia cylindrica
Peachia cylindrica is een zeeanemonensoort uit de familie Haloclavidae. Peachia cylindrica werd in 1848 voor het eerst wetenschappelijk beschreven door Reid. Het wordt normaal gesproken gevonden ingegraven in zachte substraten. Het enige zichtbare deel van het dier zijn de orale schijf en tentakels die meestal plat op het zand liggen.

## Beschrijving
Bij blootstelling kan Peachia cylindrica zich terugtrekken in een bolvorm, maar in zijn normale leefgebied, onder water en begraven in het zand, kan het zich uitstrekken tot 30 cm met een diameter van 2,5 cm. In uitgeschoven toestand heeft het laagste deel van de kolom een afgeronde basis die niet hecht aan een harde structuur. Het bovengedeelte is breder dan het basisgedeelte, worstvormig, vaak met lichte vernauwingen. Het heeft een dun slijmvlies waaraan soms zandkorrels hechten. Het korte bovendeel of capitulum is smaller en licht gegroefd. De mondschijf is omgeven door 12 tentakels en er is een 3-lobbige conchula zichtbaar, een uitsteeksel van de lip naast de mond die uniek is voor dit geslacht. De tentakels variëren in lengte en zijn kort en gedrongen wanneer het dier niet wordt begraven, maar worden lang en dun wanneer het wordt begraven en ondergedompeld, met een lengte van 12 cm. De kleur van de kolom is doorschijnend lichtbruin of crème, afwisselend gespikkeld en gestreept met bruine en rode markeringen. De onderkant van het capitulum heeft witte aftekeningen. De schijf en tentakels hebben een chevronpatroon in grijs, bruin en crème, hoewel de schijf af en toe effen is.

## Verdeling
Peachia cylindrica wordt gevonden rond de Atlantische kusten van West-Europa, inclusief de Britse Eilanden, en is schaars verspreid in de Middellandse Zee. Het komt typisch voor in de sublitorale zone begraven in het zand tussen laagwaterlijn en een diepte van 50 meter.